# Оленины
Оле́нины — русские дворянские роды, из которых два восходят ко второй половине XVI века:
В России существуют два рода этого имени, совершенно различного происхождения:
1. Потомки Невзора Оленина, жившего в половине XVI столетия (Герб. Часть 1. № 72). Род внесён в VI часть родословной книги Тамбовской губернии;
2. Потомки Парфения Оленина, бывшего помещиком Смоленского уезда (в гербовник не внесены). Род внесён во II и VI части родословных книг Воронежской, Рязанской[3], Тверской и Тульской губерний[4].

## История рода
Невзор Оленин жил в половине XVI века, его сын Строй Невзорович, сын боярский (1580). Григорий Строевич за московское осадное сидение (1610) пожалован вотчиной. Однако в осадном списке 1618 года фамилия Олениных не идентифицирована.
Оленин, майор лейб-кирасирского Его величества полка погиб при Гейльсберге († 28 мая 1807), ротмистр лейб-кирасирского Его величества полка смертельно ранен под Фридландом († 02 июня 1807). Оленин, прапорщик лейб-гвардии Семёновского полка погиб в Бородинском сражении († 26 августа 1812), его имя занесено на стену храма Христа Спасителя в г. Москва.

## Оленины на Рязанщине
Владения рязанской ветви Олениных размещались в восточной части Шиловского района. В мещёрских краях Оленины появились благодаря надворному советнику Якову Илларионовичу († 1751), который женился на Юстине Фёдоровне Огарёвой († 1756), получив во владение часть Свинчуса и село Салаур, которое становится родовым гнездом.
Их сын — Николай Яковлевич († 5 марта 1802), полковник лейб-гвардии Преображенского полка, статский советник, (1792), Касимовский уездный предводитель дворянства. Его жена — княжна Анна Семёновна Волконская (12 января 1737 — 4 февраля 1812), дочь генерал-аншефа, участника Семилетней войны, члена Военной коллегии (1762) князя Семёна Фёдоровича Волконского (1703—1768) и сестра генерала Григория Семёновича, кавалера многих российских орденов, отца известного декабриста С. Г. Волконского.
По смерти мужа Анна Семёновна передала Салаур вместе с прилегающими у нему Свинчусом и Борками своему сыну Алексею Николаевичу Оленину (1763—1843), писателю и государственному деятелю, владельцу имения Приютино под Петербургом. К его дочери Анне (1829) сватался Пушкин. В её альбом поэт вписал стихотворение «Я вас любил…»

## Известные представители
- Оленин Иван Кречков - арзамасский городовой дворянин (1629).
- Оленин Лука Артемьевич - московский дворянин (1677-1692).
- Оленин Степан Борисович - стольник (1692)[5].
- Оленин (Аленин) Иван Борисович -  комерц-коллегии президент (1737)[6]. Помещик вотчинник Арзамасского уезда Нижегородской губернии.
- Оленин (Аленин) Иван Иванович-офицер, генерал-майор, имел домовую церковь в Кобыльском в Москве[7]. Помещик вотчинник Арзамасского уезда Нижегородской губернии.
- Оленин, Александр Алексеевич (1865—1944) — собиратель музыкального фольклора, заслуженный деятель искусств РСФСР. С 7 лет сочинял музыку, позже учился в Петербурге у М. А. Балакирева, применял в своем творчестве принципы «Могучей кучки». Также использовал народные мотивы, занимался обработкой русских народных песен. После революции жил в Касимове, стал основателем и руководителем оперной труппы при Касимовском народном театре.
- Оленин, Алексей Александрович (1890—1941/42) — артиллерийский офицер, капитан Добровольческой армии (1920—1921), эмигрант, учитель русского языка и член Русского Воинского Союза в Праге. Автор генеалогических заметок о роде Олениных. Архив А. А. Оленина (с 1978) хранится в Музее-усадьбе Приютино. Автор «Записок капитана Добровольческой армии (1920—1921)». Погиб в Праге в немецком концлагере. Сын А. А. Оленина
- Оленин, Алексей Алексеевич (1798—1854) — действительный статский советник, Убит крепостными, похоронен в Александро-Невской лавре. Сын Алексея Николаевича Оленина. Жена — княжна Александра Андреевна Долгорукова, дети: Дмитрий, Александр, Григорий и Мария. Гостиная в барском доме усадьбы Приютино с портретами А. Н. и Е. М. Олениных.

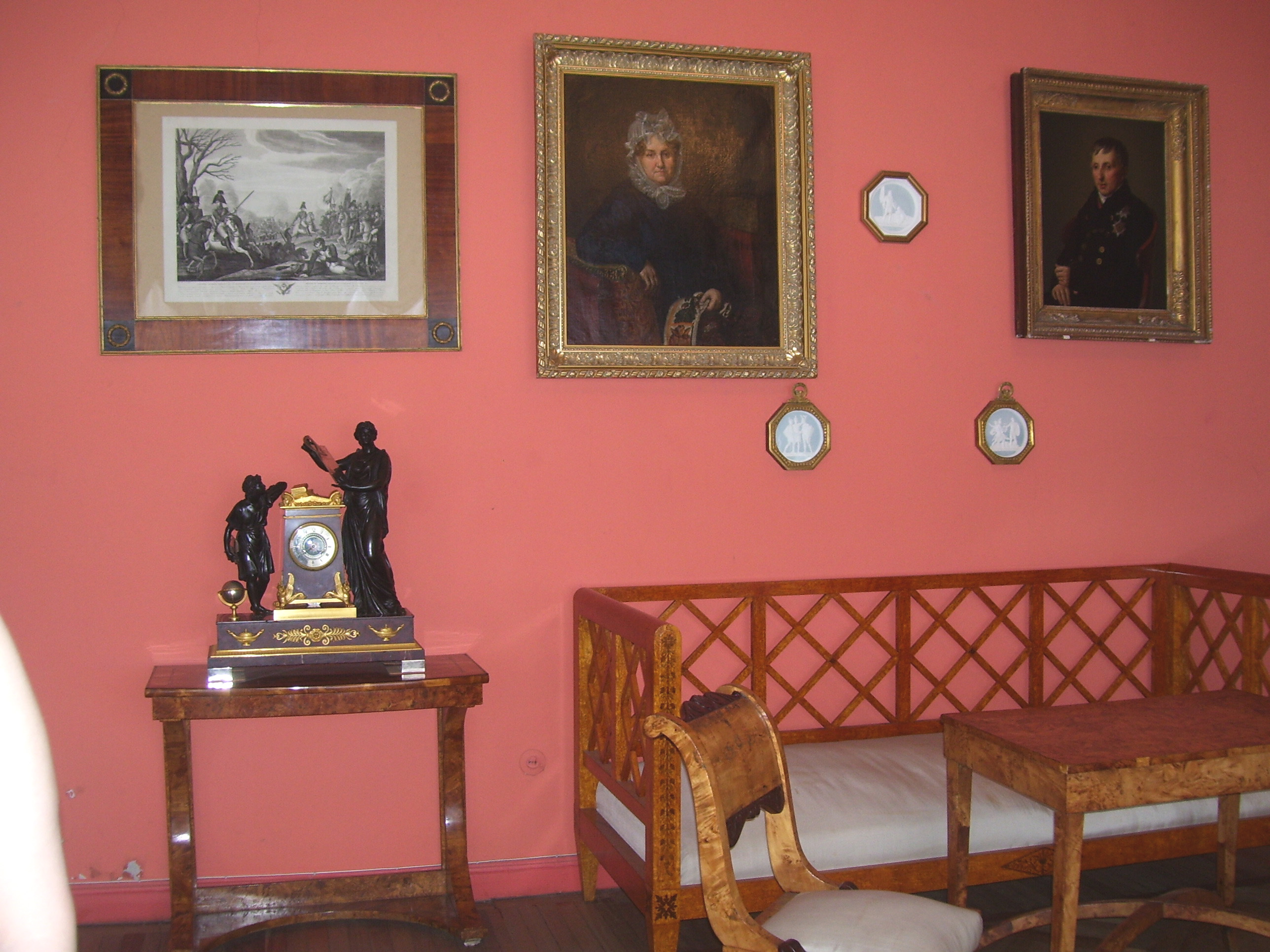
Гостиная в барском доме усадьбы Приютино с портретами А. Н. и Е. М. Олениных.

- Оленин, Алексей Николаевич (1763—1843) — российский государственный деятель, президент Академии художеств и директор публичной библиотеки.
- Оленин, Евгений Иванович (1774—1827) — русский командир эпохи наполеоновских войн, генерал-майор.
- Оленин, Иван Борисович — вице-президент коммерц-коллегии (1735).
- Оленин, Константин Иванович (1881, Тамбовская губерния — после 1939), русский кадет, Образование получил в петербургском училище правоведения. Печатался в «Солнце России», «Вестнике Европы», «Русской мысли» и других журналах.
- Оленин, Пётр Алексеевич (1794—1868) — генерал-майор, художник-любитель. Сын Алексея Николаевича Оленина.
- Оленин, Пётр Алексеевич (псевдоним — Волгарь, Пётр Вольный) (1864—1926), писатель. Учился в Строгановском училище. «Человек феерической биографии», по характеристике К. Паустовского, П. А. Оленин талантливо проявил себя в разных сферах общественной и служебной деятельности. Плавал на волжских речных судах в разных должностях — от матроса до капитана, актёром-трагиком, изобретателем, художником, путешественником.

Памятник Александре Григорьевне Олениной-Сольбах, основательнице поселка Оленино (Тверская область), 2024 год

- Памятник Александре Григорьевне Олениной-Сольбах, основательнице поселка Оленино (Тверская область), 2024 годОленин, Пётр Сергеевич (1870—1922) — артист оперы (баритон), камерный и эстрадный певец и режиссёр.
- Оленина-Андро, Анна Алексеевна (11.8.1808 — 15.12.1888) — дочь А. Н. Оленина, фрейлина двора.
- Оленина-Д'Альгейм, Мария Алексеевна (1869—1970), российская камерная певица (меццо-сопрано). Пропагандист творчества русских композиторов, особенно М. П. Мусоргского. Организатор «Дома песни» (1908, Москва), жила во Франции (с 1918), вернулась в СССР (1959).
- Оленина-Сольбах, Александра Григорьевна (1867—1923), помещица и предприниматель в Бельском уезде Смоленской губернии, внучка А. А. Оленина. Основатель поселка Оленино (Тверская область). Выехала во Францию со своей родственницей М. А. Олениной-Д’Альгейм.